# رحمان بوذری
رحمان بوذری، روزنامه نگار و مترجم که در روزنامه‌های هم میهن، کارگزاران و تعدادی دیگر از روزنامه‌های اصلاح طلب کار کرده بود و اخیراً دبیری سرویس اندیشه در روزنامه شرق را برعهده داشت و به کار ترجمه کتاب در حوزه فلسفه مشغول بود.
بوذری صبح یکشنبه (۸ خرداد) ۱۳۹۰ در پی احضار به دادسرای زندان اوین بازداشت شد. به گزارش سحام نیوز، نیروهای امنیتی شنبه شب (۷ خرداد) با هجوم به خانه بوذری اقدام به تفتیش خانه کرده و لپ تاپش را با خود بردند.
وی فرزند یک روحانی به نام عبدالله بوذری است.